# Rubus meracus
Rubus meracus är en rosväxtart som beskrevs av Liberty Hyde Bailey. Rubus meracus ingår i släktet rubusar, och familjen rosväxter. Inga underarter finns listade i Catalogue of Life.